# Bernard Dutoit
Pour les articles homonymes, voir Dutoit.
Bernard Dutoit, né le 18 janvier 1933 à Lausanne et mort le 4 janvier 2019 à Grandvaux, est un écrivain, poète et enseignant vaudois.

## Biographie
Bernard Dutoit fréquente la Faculté de droit de l'Université de Lausanne, l'institut des hautes études internationales et l'École nationale des langues orientales à Paris.
Il est ensuite nommé professeur ordinaire à la Faculté de droit de l'Université de Lausanne et enseigne le droit international privé.
Membre de la Société suisse des écrivaines et écrivains et de l'Association vaudoise des écrivains, Bernard Dutoit écrit deux romans L'automne musicien en 1986, Aube naissante en 1991 ainsi que de nombreux recueils de poésies.

## Publications

### Romans
- L'automne musicien, Lutry, Jean- Marie Bouchain, 1986
- Aube naissante, Éditions Cabédita, 1991

### Poésie
- Les cals au cœur, Paris, Millas-Martin, 1977
- Le tain et le miroir, Paris, Millas-Martin, 1978
- Transhumance, Paris, Millas-Martin, 1979
- En filigrane, Paris, Millas-Martin, 1981
- La manne des jours, Paris, Millas-Martin, 1982
- Et chantent les oasis, Paris, Guilde des Lettres, 1987
- Comme une brise légère, Paris, Guilde des Lettres, 1989
- Le désert refleurira, Paris, Guilde des Lettres, 1993
- D'espace et de silence, Paris, Guilde des Lettres, 1997
- Fulgurances, Paris, Guilde des Lettres, 1999
- Quand les glaçons deviennent vitrail, Paris, ARCAM, 2002

### Ouvrages de droit
- Droit international privé suisse : Supplément à la 4e édition du Commentaire, Bâle, Helbing Lichtenhahn, 2011
- Le droit russe. Connaissance du droit, Paris, Dalloz, 2008
- Le droit international privé ou le respect de l'altérité, Genève, Schulthess, coll. « Quid iuris ? 1 », 2006

## Sources
- « Bernard Dutoit », sur la base de données des personnalités vaudoises sur la plateforme « Patrinum » de la Bibliothèque cantonale et universitaire de Lausanne.
- Anne-Lise Delacrétaz, Daniel Maggetti, Écrivaines et écrivains d'aujourd'hui, p. 97
- A D S - Autorinnen und Autoren der Schweiz - Autrices et Auteurs de Suisse - Autrici ed Autori della Svizzera
- Unisciences - UNIL - Bernard Dutoit